# Jean Grave

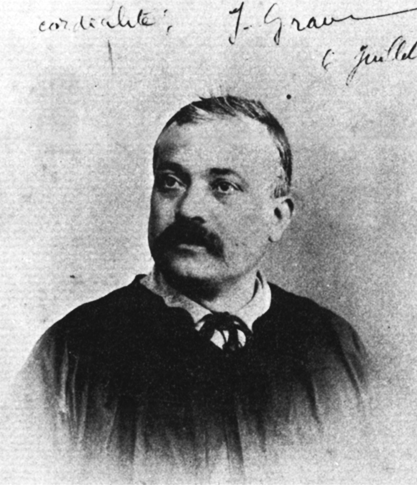
Jean Grave

Jean Grave (* 16. Oktober 1854 in Le Breuil-sur-Couze, Département Puy-de-Dôme; † 8. Dezember 1939 in Vienne-en-Val, Département Loiret) war ein französischer Anarchist und Herausgeber der Zeitschrift Les Temps Nouveaux. Aufgrund seines mangelnden Talents als Redner erschien er nur selten in der Öffentlichkeit und bekam deshalb den Übernamen „der anarchistische Papst“.

## Leben

### Kindheit und Jugend

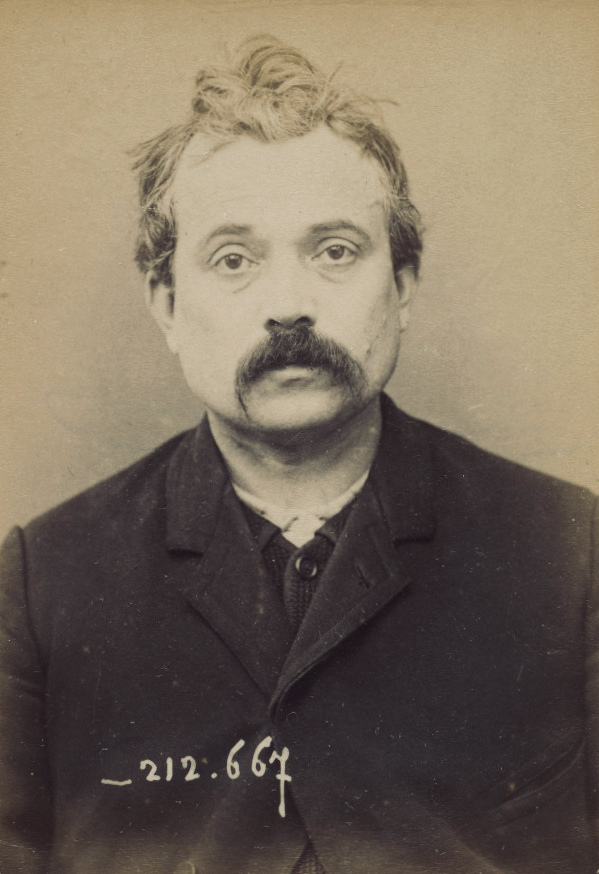
Polizeifoto von 1893

Jean Grave wuchs in einem kleinen Dorf in der französischen Auvergne auf und verlebte seine Kindheit in ärmlichen Verhältnissen. Sein Vater war Müller und betrieb im Dorf eine kleine Mühle. Nach dem Umzug der Familie nach Paris 1860, absolvierte er eine Klosterschule und nahm 1866 eine Lehre als Mechaniker auf. Als Jugendlicher erlebte Grave in Paris die Belagerung der Stadt und die Pariser Kommune mit. 1874 starben seine Mutter und seine Schwester an Tuberkulose und zwei Jahre später starb auch sein Vater. Im Alter von 20 Jahren wurde Jean Grave ins Militär eingezogen und ein Jahr später als Waisenkind vom Militärdienst befreit.

### Hinwendung zum Anarchismus
Zurück in Paris nahm er den Beruf des Schuhmachers an und begann sich an der sozialistischen Bewegung zu beteiligen. Er gründete 1878 eine anarchistische Gruppe und schrieb für die Zeitschrift Droit Social in Lyon. Unter dem Pseudonym Jehan le Vagre gab er 1882 seine erste Publikation La Sociéte au lendemain de la Révolution heraus. Im Oktober des gleichen Jahres wurde er festgenommen und ein Jahr später im sogenannten Lyoner Prozess freigesprochen.
1883 zog Grave nach Genf und arbeitete an Élisée Reclus’ Zeitschrift Le Révolté mit. Zwei Jahre später wurde die Herausgabe der Zeitung nach Paris verlegt und 1887 in La Révolte umbenannt. Grave übernahm in dieser Zeit die Herausgabe von La Révolte, die zur wichtigsten internationalen anarchistischen Zeitschrift avancierte, und war verantwortlich für die meisten Artikel. Nach der Publikation des Artikels Viande à Mitraille über die Schießerei von Fourmies wurde Grave zu sechs Monaten Gefängnishaft verurteilt. Während seiner Haft schrieb er das Buch La Société Mourante et l’Anarchie (dt.: Die sterbende Gesellschaft und die Anarchie), welches die anarchokommunistischen Ideen Kropotkins in Frankreich popularisierte und mit einem Vorwort von Octave Mirbeau im Jahr darauf erschien.
Während der Ära der Attentate zwischen 1892 und 1894 wurde Graves Wohnung regelmäßig von der Polizei durchsucht und er wurde einige Male für kurze Zeit eingesperrt, ohne dass die Polizei Beweise für seine Beteiligung fand. Aufgrund von neuen Gesetzen, den sogenannten lois scélérates, wurde die Herausgabe von La Révolte im Jahr 1894 unmöglich gemacht und Grave wurde für die Neuausgabe von La Société Mourante et l’Anarchie zu zwei Jahren Gefängnis verurteilt und mit 1000 Francs gebüsst. Im gleichen Jahr wurde Grave im Prozess der Dreißig angeklagt, aber schlussendlich freigesprochen.

### Herausgabe von Les Temps Nouveaux

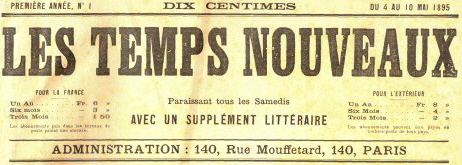
Graves Zeitschrift Les Temps Nouveaux

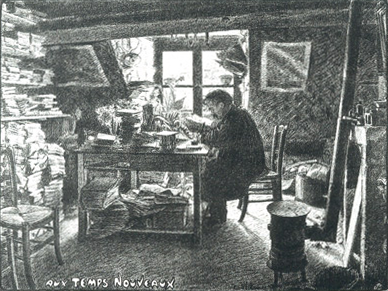
Grave im Büro von Les Temps Nouveaux

Nach dem Erlass einer Amnestie durch den frischgewählten französischen Präsidenten Félix Faure kam Grave frei und begab sich zu Kropotkin nach London, wo er seine zukünftige Frau kennenlernte. Grave beschloss eine eigene Zeitschrift herauszugeben und gründete in Paris Les Temps Nouveaux (dt. etwa: Die neuen Zeiten), deren erste Ausgabe am 4. Mai 1895 erschien. In der Zeitschrift unterstützte er während der Dreyfus-Affäre den französischen General Alfred Dreyfus und arbeitete in dieser Sache mit Émile Zola und Bernard Lazare zusammen. Die Herausgabe der Zeitschrift brachte Grave regelmäßig in finanzielle Schwierigkeiten und er lebte in relativ armen Verhältnissen. Grave hatte einen engen Freundeskreis mit vielen bedeutenden Künstlern wie  František Kupka, Paul Signac, Maximilien Luce, Théophile-Alexandre Steinlen, Kees van Dongen und Charles Angrand. Sie unterstützten die Zeitung stets bei finanziellen Engpässen und besorgten die Illustrationen und Zeichnungen der Zeitschrift.
Ab 1897 interessierte sich Jean Grave vermehrt für die libertäre Pädagogik und startete einige Projekte. Er veranstaltete ein libertäres Sommercamp mit Kindern und schrieb 1901 den Erziehungsroman Les Aventures de Nono (dt.: Die Abenteuer von Nono), der in spanischen libertären Schulen sehr beliebt war. Die Gründung einer eigenen libertären Schule scheiterte jedoch.
Vom Sommer 1898 bis im Sommer 1899 musste Grave kürzertreten und an der Côte d’Azur eine Krankheit auskurieren. Nach der Rückkehr machte er sich an die Organisation des internationalen anarchistischen Kongresses in Paris von 1900. Der Kongress konnte indes aufgrund eines behördlichen Verbotes nicht stattfinden. Jean Grave knüpfte in der Folge auch einige Kontakte zu revolutionären Syndikalisten, denen er aber zeit seines Lebens skeptisch gegenüberstand. Darüber hinaus war Jean Grave durch seine Kontakte das wichtigste Bindeglied zwischen der europäischen anarchistischen Bewegung und den japanischen und chinesischen Anarchisten.

### Erster Weltkrieg

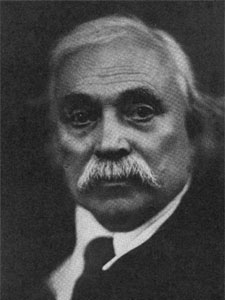
Jean Grave, ca. 1910

Am 1. August 1914 erschien die letzte Ausgabe von Les Temps Nouveaux. Durch die Mobilmachung nach dem Ausbruch des Ersten Weltkriegs verlor die Zeitschrift schlagartig den größten Teil der Leser und Grave musste die Herausgabe aus finanziellen Gründen einstellen.
Im Winter begab sich Grave wegen des Krieges nach London. Dort half er an der Herausgabe von La Bataille Syndicaliste mit und schrieb einige Artikel für Freedom. Darüber hinaus publizierte er einige Artikel in der Schweizer anarchistischen Zeitschrift Libre Fédération von Jean Wintsch, die den Krieg gegen das „imperialistische“ Deutsche Reich unterstützte. In der Folge war er auch maßgeblich an der Verfassung des Manifests der Sechzehn beteiligt, das für die Unterstützung der Alliierten im Ersten Weltkrieg warb. Viele Anarchisten attackierten das Manifest und Grave und die anderen Unterzeichner sahen sich in ihrer Haltung zunehmend isoliert.

### Rückzug und Tod
Währenddessen übernahm eine Gruppe in Paris die Herausgabe von Les Temps Nouveaux wieder. Ab 1919 erschien sie jedoch nach einem Streit zwischen der Gruppe und Jean Grave ohne dessen Mithilfe bis 1921. Aufgrund eines Herzleidens musste Grave seine Aktivitäten weitgehend aufgeben und er zog sich zurück. 1930 erschien ein Teil seiner Memoiren unter dem Namen Le Mouvement libertaire sous la Troisième République und wurde erst posthum 1973 komplett publiziert. Grave starb am 8. Dezember 1939 zurückgezogen in Vienne-en-Val im Alter von 85 Jahren.

## Werke
- La Société au lendemain de la Révolution. 1882.
- Organisation de la propagande révolutionnaire. 1883.
- Autorité et Organisation. 1885.
- La Révolution et l’autonomie selon la science. 1885.
- La Société Mourante et l’Anarchie. 1892.
- La Société Future. 1895.
- La Grande Famille. 1896.
- L’Individu et la Société. 1897.
- Le Machinisme. 1898.
- La panacée-Revolution. 1898.
- L’Anarchie, son but, ses moyens. 1899.
- La colonisation. 1900.
- Enseignement bourgeois et enseignement libertaire. 1900.
- Les Aventures de Nono. 1901.
- Organisation, initiative, cohésion. 1902.
- Malfaiteurs! 1903.
- Responsabilité! (Theaterstück) 1904.
- Le syndicalisme dans l’évolution sociale. 1908.
- Terre Libre. 1908.
- Réformes, Révolution. 1910.
- Si j’avais à parler aux électeurs. 1912.
- Les scientifiques et Contre la folie des armements. 1913.
- Quarante ans de propagande anarchiste. Flammarion, Paris 1973.